# آدم ليبر
آدم ليبر هو مدير مواهب أمريكي ورجل أعمال ومستثمر. وهو الرئيس التنفيذي لشركة لإِدارة المتمردين، وسابقًا مؤسس شريك في إدارة مافريك، ويدير حاليًا يبر ليل ناز إكس، وذا كيد لاروي، لابرينث، وLSD من بين أَمور أخرى، وتمكن سابقًا من الإدارة لفنانين آخرين من بينهم مايلي سايروس، أفريل لافين، و بريتني سبيرز .      
في العام 2017، ظهر ليبر لأَول مرة في قائمة بيلبورد Power 100، وهو الترتيب السنوي للمنشور للمديرين التنفيذيين الذين يقودون صناعة الموسيقى، في المرتبة 65. كما تم إِدراجه في قوائم Billboard's R & B / Hip-Hop Power Players في الأعوام 2019 و 2020 و 2021.   

## نبذة
وُلد ليبر ونشأَ في كوينز، نيويورك ويقيم حاليا في لوس أنجلوس مع زِوجته سارة بوير وابنته ميكيِ ماي.   

## حياة مهنية

### بداية الحياة المهنية
بدأت مهنة ليبر في صناعة الموسيقى بتدريب داخلي في Loud Records، والعمل مع فرق الشوارع الخاصة بهم. أَدى التدريب في شركة التسجيلات إِلى دور في قسم التسويق للعلامة التجارية، حيث عمل مع فناني الهيب هوب المثاليين في نيويورك مثل Mobb Deep وBig Pun ووو تانج كلان. 
انضم ليبر إِلى عالم البوب في العام 2001، حيث أَدار رعاية الجولات، وقام بترتيب صفقات التأييد وإدارة الطريق لمجموعة من النجوم التيِ تضمنت إن سينك، وDixie Chicks، وشون كومز، و بريتني سبيرز. 

### إدارة الفنان
في العام 2005، دخل ليبر في شراكة مع لاري رودولف وأَسس شركة ReignDeer Entertainment، وهي شركة ترفيهية كاملة الخدمات تشارك في إدارة الفنانين والإنتاج التلفزيوني والأفلام. وقعوا معا عقد مع مايلي سايروس، وأَدارا أعمال بريتني سبيرز، إيروسميث، Will.i.am، أفريل لافين، فيفث هارموني والمزيد.
باعتباره أحد من مديري سبيرز، ساعد ليبر إطلاقها حفلة لاس فيغاس الإقامة بريتني: قطعة مني في بلانيت هوليوود في العام 2013،   الذي حقق أكثر من 137 مليون دولار أمريكي على مدى 248 عرض لها. 
في العام 2014 انضم ليبر مع غاي أوسييري فضلا عن 8 من المدراء الآخرين للموسيقى وأَنشأ وأَسس إِدارة مافريك، الذي يمثل فنانين من مجموعة واسعة من أنواع الفن والموسيقى بما فيِ ذلك البوب، الهيب هوِب، الروك ، والكانتري. 
أضاف ليبر فنان الهيب هوب ليل ناز إكس إِلى قائمته في مايو من عام 2019، وشارك في الإِدارة جنبًا إلى جنب مع Maverick's Gee Roberson.  استمرت أغنية "Old Town Road " المنفردة لـ ليل ناز إكس في تحطيم الرقم القياسي لأَطول فترة في المركز الأول على Billboard Hot 100 في يوليو وحصلت على فوِزين في حفل توزيع جوائز Grammy السنوي الثاني والستين.  
في 5 أبريل من عام 2021، أَعلن ليبر أَنه سيغادر مافريك ليطلق شركة إِدارة وإِعلام ريبل (اسمه الأخير لكن بشكل معكوس) بالتزامن مع لايف نيشن إنترتينمنت.  في شركته الجديدة في لوس أنجلوس، يواصل ليبر إدارة ليل ناز إكس ولابرينث و LSD وغيرها. 
في أغسطس من عام 2021، افترق ليبر وسايروس بعد ما يقرِب من عقد من الزمان. في الشهر التالي، وقع ليبر مع كيد لاروي في قائمة ريبل. 

### التلفاز
بدأَ ليبر العمل كمشرف موسيقى على إتش بي أو نشوة (مسلسل) في العام 2019. حيث أَكسبه عمله في العرض ترشيحًا لجائزة إِيمي جنبًا إِلى جنب مع جين مالون للإشراف على الموسيقى المتميز، وفوز في جوائز نقابة المشرفين على الموسيقى لأَفضل إِشراف على الموسيقى في دراما تلفزيونية.   تم اختيار عميله لابرينث أيضا لتسجيل البرنامج بعد أن عزف ليبر بعضًا من موسيقاه للمبدع سام ليفنزون، وحصل بدوره على ترشيحين لجائزة Emmy في العام 2020 عن مقطوعة موسيقية رائعة وموسيقى أصلية رائعة وكلمات لأغنيته "All". لنا". 

### التكنولوجيا والاستثمارات
كان ليبر أحد المستثمرين الأوائل في اوبر، ومنذ ذلك الحين توسعت استثماراته إِلى Everlane، ستانس، آيكورنز، عبر إير بي إن بي، هايبرلوب، وعمل بوليش.    كما تمتلك ليبر حصة في Sherpa Ventures التابعة لشركة Shervin Pishevar. 

## جوائز و ترشيحات

### جوائز Primetime Emmy
| عام  | عمل معين                    | فئة                          | نتيجة |
| ---- | --------------------------- | ---------------------------- | ----- |
| 2020 | "وملح الأرض خلفك" من النشوة | الإشراف على الموسيقى المتميز |       |

### جوائز نقابة المشرفين على الموسيقى
| عام  | عمل معين              | فئة                                   | نتيجة |
| ---- | --------------------- | ------------------------------------- | ----- |
| 2020 | Euphoria الموسم 1 ... | أفضل رقابة موسيقية في دراما تلفزيونية |       |

## روابط خارجية
- آدم ليبر في قاعدة بيانات الأفلام على الإنترنت